# Mitla-Pass
Der Mitla-Pass (arabisch ممر متلة, DMG Mamarr Mitla; hebräisch מיתלה) ist ein 32 km langer Pass auf der Sinai-Halbinsel, der bei der Suezkrise und im Sechstagekrieg eine militärische Rolle spielte. Er befindet sich etwa 30 Kilometer östlich des Suezkanals, nicht weit entfernt von dessen südlichem Beginn.

## Mitla-Zwischenfall
Während der Suezkrise kämpfte sich die israelische 202. Fallschirmjäger-Brigade unter Ariel Sharon zum Pass durch, nachdem das 890. Fallschirmjäger-Bataillon zuvor nach einer Luftlandung den Ostausgang des strategisch wichtigen Mitla-Passes gesichert hatte. Scharon bat die militärische Führung mehrmals erfolglos darum, den Pass angreifen zu dürfen, erhielt aber nur Erlaubnis, ihn aufzuklären, um ihn, falls er unbesetzt sein sollte, später einzunehmen. In großzügiger Auslegung seiner Anweisungen schickte Scharon einen für reine Aufklärungszwecke sehr starken Spähtrupp, der in der Passmitte in schweres Feuer geriet und feststeckte. Scharon schickte daraufhin auch den Rest seiner Brigade zur Unterstützung. In dem sich nun entwickelnden Gefecht konnten die Israelis den Pass zwar erobern, jedoch kamen dabei 38 israelische Soldaten ums Leben.